# يوان إتيان
يوان إتيان (بالفرنسية: Yoann Etienne)‏ هو لاعب كرة قدم فرنسي في مركز ظهير ‏، ولد في 19 مايو 1997 في باريس في فرنسا. لعب مع كلوب بروج.

## وصلات خارجية
- يوان إتيان على موقع الاتحاد الأوربي (الإنجليزية)
- يوان إتيان على موقع قاعدة بيانات كرة القدم.إي يو (الإنجليزية)
- يوان إتيان على موقع Soccerway.com (الإنجليزية)